# Atef
Atef je svojstvena operjena bela krona egipčanskega boga Ozirisa. V atefu sta beli kroni Gornjega Egipta na prednji in zadnji strani dodani kodrasti peresi rdečega noja, simbola Ozirisovega kulta.
Enako pero, vendar samo eno, je nosila tudi boginja Maat, dve peresi pa bog Sobek. Peresi bi se lahko primerjali s peresi iz sokolovega repa, na primer v Amonovi kroni, ki sta sicer ožji in ravni. 
Na staroegipčanskih slikah je krona atef prepoznavni znak boga Ozirisa in simbol vladarja podzemlja.  Peresi simbolizirata resnico, pravico, moralnost in ravnotežje. Krona brez perja je enaka beli kroni Gornjega Egipta iz preddinastičnega obdobja, simbolu faraonov Gornjega Egipta.

## Vir
- E.A.Wallace Budge:  An Egyptian Hieroglyphic Dictionary, Dover Publications 1978, ISBN 0-486-23615-3.